# Renato Raffaele Martino
Renato Raffaele Martino   (Salern, 23 de novembre de 1932 - Roma, 28 d'octubre de 2024) va ser un cardenal italià, president emèrit del Consell Pontifici per a la Justícia i la Pau, president del Consell Pontifici per a la Cura Pastoral dels Migrants i els Itinerants i ex Observador Permanent de la Santa Seu en les Nacions Unides. Des del 12 de juny de 2014 va ser el cardenal protodiaca.

## Biografia
Nascut a Salern, rebé l'orde sagrat el 20 de juny de 1957. Té un doctorat en dret canònic, i parla de manera fluïda, a més del seu italià nadiu, anglès, francès, espanyol i portuguès. En finalitzar els seus estudis, Martino ingressà al servei diplomàtic vaticà, treballant a les nunciatures de Nicaragua, Filipines, Líban, Canadà i Brasil.

### Nunci apostòlic
Nomenat el 14 de setembre de 1980 arquebisbe titular de Segerme i pro-nunci a Tailàndia, delegat apostòlic a Singapur, Malàisia, Laos i Brunei (des de 1983), rebé l'orde sacerdotal el 14 de desembre de 1980.
Entre 1986 i 2002 exercí el càrrec d'observador permanent de la Santa Seu davant les Nacions Unides a Nova York. Estava en aquest càrrec quan tingué lloc la invasió de Panamà dels Estats Units, quan el president Noriega es refugià a l'ambaixada del Vaticà. El 1991 s'oposà a la invasió de l'Iraq liderada pels Estats Units, mostrant-se molt crític amb les sancions d'estat contra l'Iraq. Per donar suport a les iniciatives de la Santa Seu a l'ONU fundà, el 1991, l'associació Path to Peace Foundation. El 1992 participà en una Conferència de les Nacions Unides pel medi ambient a Rio de Janeiro, parlant sobre la «centralitat de la persona humana».
Al juny de 1994, Martino demanà a les Nacions Unides que havia de crear-se un refugi segur pels refugiats tutsis a Ruanda, per tal de salvar unes 30.000 vides a Kabgayi.
L'arquebisbe Martino va ser el representant oficial del Papa Joan Pau II a la Conferència Internacional sobre Població i Desenvolupament de 1994, i tenia la missió de defensar els ensenyaments pro-vida de l'Església davant un bloc europeu-americà que defensava l'avortament. Martino va ser capaç de trobar suport entre els països llatinoamericans i àrabs que eren antiavortistes, i la Conferència d'El Cairo acabà inconclusa.
Posteriorment, el 1995, participà la Conferència Mundial sobre la Dona celebrada a Beijing, fent ressò de la posició del Papa Joan Pau a la seva Carta a les dones. Va ser enviat en missió diplomàtica a la Costa d'Ivori per resoldre les disputes que tenien lloc.

### President del Consell Pontifici per a la Justícia i la Pau
Reclamat a Roma pel Papa Joan Pau II per encapçalar, en qualitat de President, el Consell Pontifici per a la Justícia i la Pau (1 d'octubre de 2002). L'11 de març de 2006 el Papa Benet XVI el nomenà també president del Consell Pontifici per a la Cura Pastoral dels Migrants i els Itinerants; el 28 de febrer de 2009 va ser rellevat per Antonio Maria Vegliò. A més, era membre de la Congregació per a l'Evangelització dels Pobles, del Consell Pontifici Cor Unum i de l'Administració del Patrimoni de la Seu Apostòlica.
Martino va ser elevat al Col·legi de Cardenals al va ser creat al consistori celebrat el 21 d'octubre de 2003, esdevenint cardenal diaca de S. Francesco di Paola ai Monti. Va ser un dels cardenals electors que van participar en el conclave de 2005, on s'escollí el Papa Benet XVI.
Sobre el cas de Terri Schiavo, Martino intervingué públicament per tal de salvar en Terri, en va.
El 25 d'octubre de 2005 presentà el Compendi de la Doctrina Social de l'Església.
El 6 de novembre de 2006, després que s'hagués executat en Saddam Hussein, Martino afirmà que «...castigar un crim amb un altre crim –que és el que és matar per venjança- vol dir que encara estem en el punt de demanar ull per ull i dent per dent...». Demanà clemència per Hussein i advocà per a una conferència de pau dirigida a solucionar tots els majors conflictes a l'Orient Mitjà i reiterà la seva posició que la invasió de l'Iraq va ser dolenta.
El maig de 2007 participà en la V Conferència episcopal llatinoamericana a Aparecida com a membre designat pel Papa.
El cardenal Martino té un gran interès en els automòbils i ha publicat els Déu Manaments pels Conductors. Ha col·laborat amb la Fédération Internationale de l'Automobile.
Al novembre d'aquell mateix any, en una entrevista al TG2, criticà el darwinisme, definint-lo, entre d'altres, com a "fill del marxisme". Sobre la qüestió dels organismes genèticament modificats, ha advocat sobre l'ús amb cura dels OGM, afirmant que, si bé poden ajudar a alimentar els afamats, no solucionaran els problemes de la fam al món.
El 14 de juny de 2007, Martino demanà als catòlics que retiressin les donacions a Amnistia Internacional en resposta a la decisió del grup per advocar en favor de l'accés a l'avortament en alguns casos, que situava Amnistia en conflicte amb l'opinió catòlica del fetus humà com a posseïdor de drets.
També el 2007 participà en la conferència d'Annapolis sobre la pau a Terra Santa. Havia realitzat xerrades diplomàtiques d'alt nivell entre israelians i palestins, i tenia una gran experiència en la diplomàcia a l'Orient Mitjà. Ha representat l'opinió vaticana de l'equivalència moral i ha dit que ambdós bàndols són "culpables" i que és "necessari separar-los, com dos germans que lluiten estan separats", i fer que "se sentin a negociar".
El 4 d'abril de 2008 rebé el doctorat honoris causa en Ciències de les Relacions Internacionals per la Universitat d'Estudis de Salerno.
Parlant sobre el conflicte Israel-Gaza de 2008-2009, el cardenal Martino digué que «les conseqüències de l'egoisme són odi, pobresa i injustícia. Sempre han de pagar les poblacions desarmades. Mireu les condicions a Gaza: més i més, sembla un horrible camp de concentració».
El 21 d'abril de 2009 va ser nomenat per Benet XVI president de la Comissió Episcopal per l'Almo Collegio Capranica, on havia estat alumne entre 1951 i 1962.
Ha estat membre del Comitè de patrocini de la Coordinadora Internacional pel Decenni d'una cultura de la no violència i la pau (2001-2010).

### Retir
El 23 de novembre de 2007, als 75 anys, el cardenal Martino envià la seva renúncia al Papa Benet XVI. El 28 de febrer de 2009, el Papa el relleva de la presidència del Consell Pontifici per a la Cura Pastoral dels Migrants i els Itinerants, nomenant l'arquebisbe Antonio Maria Vegliò, que havia estat secretari de la Congregació per a les Esglésies Orientals, pel càrrec. El 24 d'octubre de 2009 va ser rellevat com a President del Consell Pontifici per a la Justícia i la Pau, pel cardenal Peter Turkson. El cardenal Martino seguí com a membre de la Congregació per a l'Evangelització dels Pobles, el Consell Pontifici Cor Unum, l'Administració del Patrimoni de la Seu Apostòlica i la Comissió Pontifícia per l'Estat de la Ciutat del Vaticà.
El 29 de juny de 2010 el príncep Carles de Borbó-Dues Sicílies, duc de Castro i gran mestre de la facció franco-napolitana de l'orde constantinià de Sant Jordi el nomenà nou gran prior de l'orde, succeint el cardenal Albert Vanhoye, nomenat conseller eclesiàstic de la Reial Casa dels Borbons de Nàpols de les Dues Sicílies.
El juliol del 2010 el cardenal Martino assumí el càrrec de President Honorífic de l'Institut Dignitatis Humanae, una organització amb seu a Roma establerta per promoure la dignitat humana "basada en el reconeixement que l'home està fet a imatge i semblança de Déu".
El 8 d'octubre de 2011 va ser nomenat enviat especial del Papa per a la celebració del centenari de la catedral de Yangon, (Myanmar), programada pel 8 de desembre de 2011. El cardenal Martino havia de trobar-se amb la Premi Nobel de la Pau Suu Kyi, de religió budista. Havia convidat representants de totes les religions a Myanmir, on els catòlics només representen l'1% de la població, quan Martino havia de llegir un missatge del Papa Benet XVI. L'enviat va menjar amb el clergat local i els "convidats especials". El Papa va transmetre mitjançant Martino "un missatge de bona voluntat" a les autoritats polítiques i religioses a Myanmir, on la dictadura militar havia realitzat gestos d'obertura en els darrers mesos.
El 23 de novembre de 2012, en complir els 80 anys, va ser retirat de la llista de cardenals electors, de manera que no va poder participar en el conclave de 2013, on s'escollí el Papa Francesc. Malgrat això, el cardenal Martino va ser un dels sis cardenals que van fer l'acte d'obediència en públic en nom del Col·legi de Cardenals vers el nou Papa en la seva inauguració.
El 12 de juny de 2014 el cardenal Jean-Louis Tauran, llavors cardenal protodiaca, va ser promogut al rang de cardenal prevere, i el cardenal Martino, com a següent en l'orde, es convertí en el nou cardenal protodiaca, havent rebutjat ser elevat al rang de cardenal prevere.